# Moerasooievaarsbek
De moerasooievaarsbek (Geranium palustre) is een plantensoort uit de ooievaarsbekfamilie. 
De soort komt voor in Midden- en Oost-Europa. Het is een meerjarige, kruidachtige plant, die van juni tot september bloeit. De bloemen zijn paars van kleur en ongeveer drie centimeter groot. 

## Medicinaal gebruik
De wortel van de plant wordt gebruikt als alternatief medicijn voor diarree en een bloedneus. 
... · 
G. columbinum (fijne ooievaarsbek) · 
G. dissectum (slipbladige ooievaarsbek) · 
G. lucidum (glanzige ooievaarsbek) · 
G. macrorrhizum (rotsooievaarsbek) · 
G. molle (zachte ooievaarsbek) · 
G. nodosum (knopige ooievaarsbek) · 
G. palustre (moerasooievaarsbek) · 
G. phaeum (donkere ooievaarsbek) · 
G. pratense (beemdooievaarsbek) · 
G. purpureum (klein robertskruid) · 
G. pusillum (kleine ooievaarsbek) · 
G. pyrenaicum (bermooievaarsbek) · 
G. robertianum (robertskruid) · 
G. rotundifolium (ronde ooievaarsbek) · 
G. sanguineum (bloedooievaarsbek) · 
G. sylvaticum (bosooievaarsbek) · 
...